# Olympus PEN

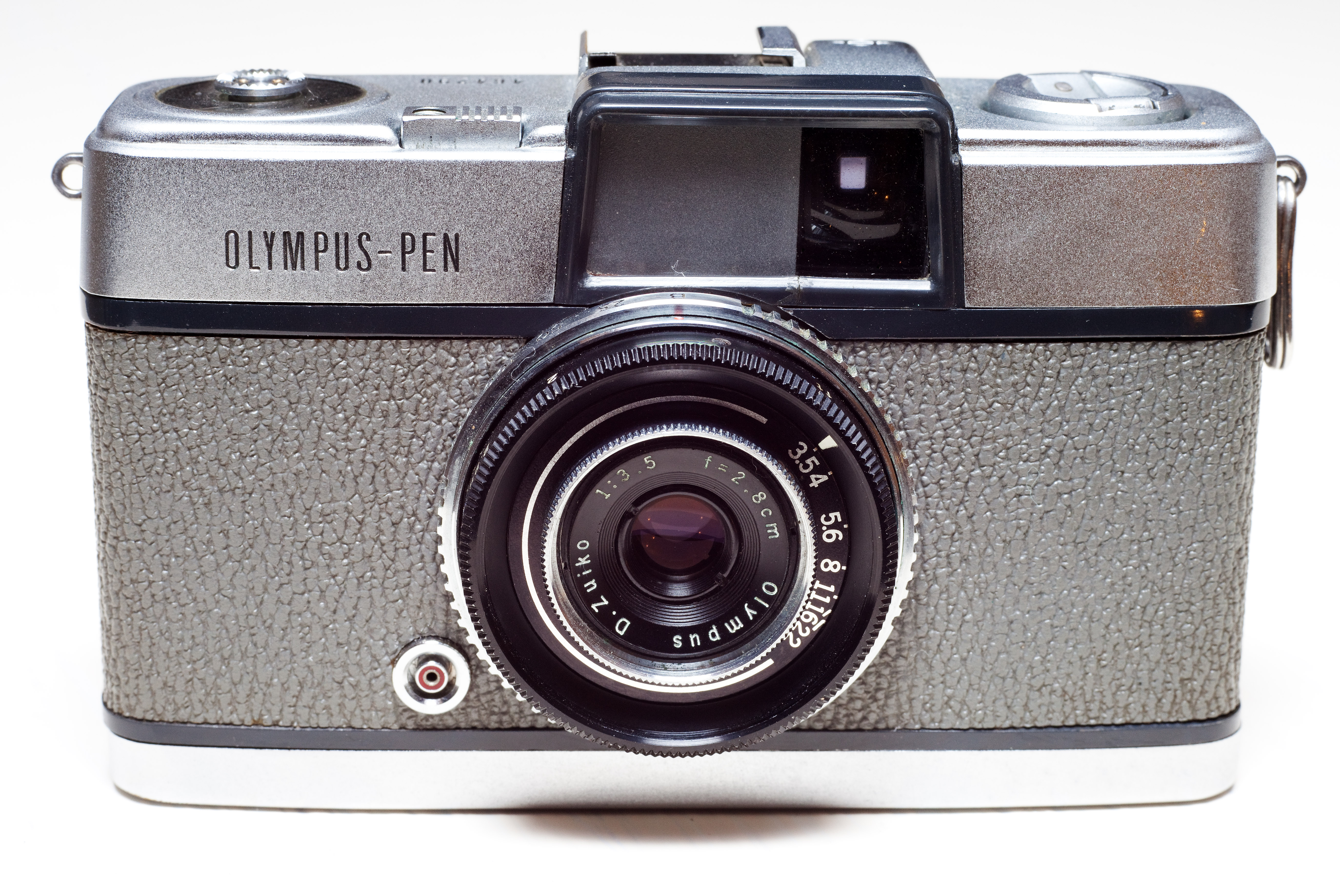
Una càmera compacta Olympus Pen de 35 mm de marc mig, original del 1959. (Font: Ashley Pomeroy)

La sèrie Pen és una família de càmeres amb visor de marc mig, fabricades per Olympus des de 1959 fins a principis de la dècada de 1980. A part de la sèrie Pen F de rèflex, de visor de format mig, són càmeres de visor de lents fixes.
El 2009, Olympus va presentar la PEN E-P1, una càmera digital del sistema Micro Four Thirds que la companyia promociona com la càmera Pen de nova generació. Totes les sèries de càmeres digitals Olympus PEN tenen integrada l'estabilització de la imatge amb canvi de sensor i (excepte l'E-P1) poden utilitzar un visor electrònic opcional que es pot instal·lar sobre el capçal de la càmera.

## Context general
La càmera Pen original es va introduir el 1959. Va ser dissenyada per Yoshihisa Maitani i va ser la primera càmera de marc mitjà produïda al Japó. Va ser una de les càmeres més petites que va utilitzar pel·lícules de 35 mm en 135 cassets normals. Es pensava que era tan portàtil com un bolígraf; fet que comporta l'origen del nom.
Es van produir una sèrie de derivats, alguns més fàcils d'utilitzar amb la introducció de l'automatització de l'exposició, com per exemple la càmera Pen EE; també es produïren d'altres amb una lent d'obertura més àmplia i un mesurador manual, com la càmera Pen D.
El 1966, l'arribada de la Rollei 35, una càmera gairebé igual de compacta, però amb exposicions normals de 24 × 36, anunciava l'inici del fi per al concepte de marc mig. No obstant això, Olympus va continuar produint els models més senzills de la família Pen fins al 1983, com a mínim.
A les descripcions següents, les distàncies focals indicades no donen el mateix angle de visió que per a les càmeres de fotograma complet: 30 mm en la càmera Pen, equival aproximadament a 45 mm en una de fotograma complet, i 28 mm equival a 40 mm.

## Pen i Pen S
La Pen original és una càmera de marc mig molt compacta, amb només un visor, sense mesurador i amb configuració totalment manual. Té un objectiu Zuiko de 28 mm f / 3,5. La configuració de l'obturador és 25, 50, 100, 200, B; la seva obertura oscil·la entre 3,5 i 22. La part posterior s’elimina completament per a la càrrega i descàrrega de la pel·lícula.
La Pen S és gairebé la mateixa càmera, amb les opcions de l'obturador següents: 8, 15, 30, 60, 125, 250, B. Existia en dues versions, amb un objectiu de 30 mm f / 2,8 o un objectiu de 28 mm f / 3,5.

## Series D
La Pen D era un model més car, llançat el 1962. Compta amb un objectiu de 32 mm f / 1,9, un obturador que arriba a 1/500 i un mesurador de seleni desacoblat.
La Pen D2, llançada el 1964, és el mateix model amb un mesurador d'exposició CdS desacoblat que substitueix el de seleni.
La Pen D3, llançat el 1965, és el mateix amb un objectiu de 32 mm f / 1,7.

## Series EE
La Pen EE es va introduir el 1961 i era el model amateur, amb exposició totalment automàtica i enfocament fixe. És una veritable càmera de fotografiar i té un objectiu de 28 mm f / 3,5. La família Pen EE es reconeix fàcilment per la finestra del mesurador de seleni al voltant de l'objectiu.
La Pen EE.S, llançada el 1962, és el mateix model amb un 30 mm, f / 2.8 i un anell d'enfocament, fet necessari per a una obertura més àmplia.
El 1966 les dues càmeres es van modificar lleugerament i es van convertir en la Pen EE (EL) i la Pen EE.S (EL) amb una modificació del carret de captació per facilitar la càrrega de la pel·lícula. EL significa Easy Load. Només es poden reconèixer mitjançant una petita etiqueta marcada amb "EL", enganxada a la part frontal, o bé es pot obrir la càmera i mirar el carret de captació.
La Pen EE.2, produïda del 1968 al 1977, és gairebé igual a la Pen EE, amb l'addició d'un capçal.
La Pen EE.3, produïda del 1973 al 1983, sembla ser gairebé exactament la mateixa càmera, excepte que va afegir el sistema "Flashmatic" quan s'utilitzava amb el flaix GN14 coincident.
La Pen EE.S2, produïda del 1968 al 1971, és el mateix model que la Pen EE.S amb l'addició d'un capçal.
La Pen EE.D, produïda del 1967 al 1972, és un model d'exposició automàtica més car, amb un mesurador CdS, un objectiu de 32 mm f / 1,7 i un capçal.
La Pen EF, llançada el 1981, va ser l'últim model de Pen. És com la Pen EE.2 o la Pen EE.3, però amb un petit flaix incorporat i només es venia en acabat negre amb lletres blanques.

## Pen Wide
La Pen W o Pen Wide és una variant molt rara del model Pen S, amb un objectiu gran angular de 25 mm f / 2,8, equivalent a uns 35 mm en format complet. Només existeix en acabat negre i té un capçal de flaix fred. Només es va produir entre el 1964 i el 1965 i, actualment, obté preus elevats al mercat de col·leccionistes.

## Pen EM
La Pen EM, produïda del 1965 al 1966, és un model de Pen motoritzat. Té un objectiu f / 2 de 35 mm i un mesurador d'exposició CdS que permet l'exposició automàtica o manual.

## PEN F, PEN FT, PEN FV
Les càmeres Olympus PEN F eren càmeres rèflex de marc mig, produïdes entre el 1963 i el 1970. Les càmeres eren úniques en utilitzar un obturador rotatiu.

## Models Pen Rapid
La Pen Rapid EE.S i la Pen Rapid EE.D eren variants de la Pen EE.S i la Pen EE.D, dissenyades per acceptar el casset Agfa Rapid en lloc del casset normal de 35 mm. Totes dues es van fer del 1965 al 1966 i van tenir molt poc èxit.

## PEN Digital
El juny de 2009, Olympus va anunciar la PEN E-P1, una càmera digital del sistema Micro Four Thirds de lent intercanviable que continua en la tradició PEN. El seu disseny extern està clarament inspirat en la tradicional sèrie PEN.
El gener de 2010, Olympus va fer el seguiment del llançament de l'E-P1 amb l'E-P2. En la seva major part, el model E-P2 és idèntic a l'E-P1, tret que està disponible en negre i inclou la possibilitat de muntar un visor electrònic d'alta resolució. També inclou dos nous filtres d'art. El nou port inclòs per al visor electrònic també es pot utilitzar per a un micròfon (no inclòs). El preu de venda suggerit al llançament era de 1099 dòlars americans. L'esperat model Olympus E-P3 es va anunciar el 30 de juny de 2011 amb crítiques positives.
El 3 de febrer de 2010, Olympus Corporation va anunciar una tercera càmera, l'Olympus PEN E-PL1, L que significa Lite. La càmera va ser un èxit, amb l'E-PL2 que va seguir gairebé un any després, i l'E-PL3 va arribar al quart trimestre del 2011.
El 30 de juny de 2011, juntament amb els anuncis de l'E-PL3 i E-P3, Olympus també va anunciar l'E-PM1, o "Pen Mini". El model Mini es va llançar amb gairebé exactament les mateixes especificacions que l'E-PL3, però en un paquet una mica més petit i lleuger. La diferència més notable, a part del preu, és la manca d'una pantalla basculant al Mini.
També es van seguir: les càmeres Pen E-PM2, E-PL5, E-PL6, E-P5, E-PL7. L'E-P5 és relativament més gran i té l'estabilització del sensor de 5 eixos més avançada. Tots tres models fan servir el mateix sensor de 16 megapíxels de Sony que la càmera OM-D.
La introducció més recent és el model PEN E-PL7 que uneix la mateixa tecnologia i qualitat d'imatge que el model OM-D E-M10, d'aspecte més tradicional, però amb funcions relacionades amb les noves tendències, com ara una pantalla LCD inclinada cap avall per fer una presa de selfie molt més fàcil.
De fet, les actualitzacions de l'aplicació gratuïta OIShare d'Olympus també generen l'autoretrat i comparteixen el missatge. L'aplicació mostrarà una previsualització en directe de la imatge mitjançant una connexió wifi a la càmera i permetrà controlar una gran quantitat de funcions de la càmera, des del zoom fins als nous filtres d'art abans de fer la captura. A més, l'app descarregarà les imatges preses al telèfon intel·ligent, permetent així la seva posterior publicació a les xarxes socials.